# Campeonato Asiático de Voleibol Masculino de 2023
O Campeonato Asiático de Voleibol Masculino de 2023 foi a 22.ª edição deste torneio organizado pela Confederação Asiática de Voleibol (AVC) em parceria com a Federação de Voleibol da República Islâmica do Irã (IRIVF), realizado no período de 19 a 26 de agosto na cidade de Úrmia, no Irã.
Repetindo a final de 2021, Japão e Irã novamente se enfrentaram na disputa pelo título. Desta vez, a seleção nipônica conquistou a vitória, triunfando seu décimo título continental. Na disputa pelo terceiro lugar, o Catar garantiu a medalha de bronze ao vencer a seleção da China por 3 sets a 0.
O ponteiro japonês Yūki Ishikawa, que anotou 14 pontos na partida final, foi eleito o melhor jogador do torneio.

## Equipes participantes
As seguintes seleções foram selecionadas e qualificadas para competir o campeonato:
| Equipe        | Qualificação                | Qualificação                | Vagas | Última participação |
| ------------- | --------------------------- | --------------------------- | ----- | ------------------- |
| Irã           | País-sede                   | País-sede                   | 1     | 2021                |
| Japão         | Campeonato Asiático de 2021 | Campeonato Asiático de 2021 | 11    | 2021                |
| China         | Campeonato Asiático de 2021 | Campeonato Asiático de 2021 | 11    | 2021                |
| Taipé Chinês  | Campeonato Asiático de 2021 | Campeonato Asiático de 2021 | 11    | 2021                |
| Catar         | Campeonato Asiático de 2021 | Campeonato Asiático de 2021 | 11    | 2021                |
| Paquistão     | Campeonato Asiático de 2021 | Campeonato Asiático de 2021 | 11    | 2021                |
| Coreia do Sul | Campeonato Asiático de 2021 | Campeonato Asiático de 2021 | 11    | 2021                |
| Índia         | Campeonato Asiático de 2021 | Campeonato Asiático de 2021 | 11    | 2021                |
| Bahrein       | Campeonato Asiático de 2021 | Campeonato Asiático de 2021 | 11    | 2021                |
| Cazaquistão   | Campeonato Asiático de 2021 | Campeonato Asiático de 2021 | 11    | 2021                |
| Uzbequistão   | Campeonato Asiático de 2021 | Campeonato Asiático de 2021 | 11    | 2021                |
| Hong Kong     | Campeonato Asiático de 2021 | Campeonato Asiático de 2021 | 11    | 2021                |
| Afeganistão   | Cota regional               | Ásia Central                | 2     | 2013                |
| Bangladesh    | Cota regional               | Ásia Central                | 2     | 1993                |
| Mongólia      | Cota regional               | Ásia Oriental               | 1     | Estreante           |
| Indonésia     | Cota regional               | Sudeste Asiático            | 2     | 2019                |
| Tailândia     | Cota regional               | Sudeste Asiático            | 2     | 2021                |
| Iraque        | Cota regional               | Sudoeste Asiático           | 1     | 2017                |

## Locais das partidas
| Úrmia, Irã        | Úrmia, Irã               |
| Ghadir Arena      | Arena Shahidan Ahandoust |
| ----------------- | ------------------------ |
|                   |                          |
| Capacidade: 6 000 | Capacidade: 3 000        |

## Grupos
O sorteio dos grupos foi realizado em 16 de março de 2023, em Bancoque.
| Grupo A   | Grupo B     | Grupo C     | Grupo D      | Grupo E     | Grupo F       |
| --------- | ----------- | ----------- | ------------ | ----------- | ------------- |
| Hong Kong | Japão       | Cazaquistão | Bahrein      | Afeganistão | Bangladesh    |
| Irã       | Tailândia   | China       | Mongólia*    | Catar       | Coreia do Sul |
| Iraque    | Uzbequistão | Indonésia   | Taipé Chinês | Índia       | Paquistão     |

* – Desistência.

## Critérios de classificação nos grupos
1. Número de vitórias;
2. Pontos;
3. Razão de sets;
4. Razão de pontos;
5. Resultado da última partida entre os times empatados.

- Placar de 3–0 ou 3–1: 3 pontos para o vencedor, nenhum para o perdedor;
- Placar de 3–2: 2 pontos para o vencedor, 1 para o perdedor.[7]

## Fase preliminar
|  | Oitavas de final |
|  | 13º – 18º lugar  |

- Todas as partidas em horário local (UTC+3:30).

### Grupo A
|     |           |     | Jogos | Jogos | Jogos | Resultados | Resultados | Resultados | Resultados | Resultados | Resultados | Sets | Sets | Sets  | Pontos | Pontos | Pontos |
| Pos | Equipe    | Pts | T     | V     | D     | 3–0        | 3–1        | 3–2        | 2–3        | 1–3        | 0–3        | V    | P    | R     | V      | P      | R      |
| --- | --------- | --- | ----- | ----- | ----- | ---------- | ---------- | ---------- | ---------- | ---------- | ---------- | ---- | ---- | ----- | ------ | ------ | ------ |
| 1   | Irã       | 6   | 2     | 2     | 0     | 1          | 1          | 0          | 0          | 0          | 0          | 6    | 1    | 6,000 | 169    | 111    | 1.523  |
| 2   | Iraque    | 2   | 2     | 1     | 1     | 0          | 0          | 1          | 0          | 1          | 0          | 4    | 5    | 0.800 | 167    | 193    | 0.865  |
| 3   | Hong Kong | 1   | 2     | 0     | 2     | 0          | 0          | 0          | 1          | 0          | 1          | 2    | 6    | 0.333 | 144    | 176    | 0.818  |

| Data   | Hora  |           | Placar |           | Set 1 | Set 2 | Set 3 | Set 4 | Set 5 | Total  | Relatório |
| ------ | ----- | --------- | ------ | --------- | ----- | ----- | ----- | ----- | ----- | ------ | --------- |
| 19 ago | 16:15 | Hong Kong | 2–3    | Iraque    | 21–25 | 16–25 | 25–14 | 25–22 | 12–15 | 99–101 | Relatório |
| 20 ago | 19:15 | Irã       | 3–0    | Hong Kong | 25–14 | 25–15 | 25–16 |       |       | 75–45  | Relatório |
| 21 ago | 19:15 | Iraque    | 1–3    | Irã       | 25–19 | 12–25 | 15–25 | 14–25 |       | 66–94  | Relatório |

### Grupo B
|     |             |     | Jogos | Jogos | Jogos | Resultados | Resultados | Resultados | Resultados | Resultados | Resultados | Sets | Sets | Sets  | Pontos | Pontos | Pontos |
| Pos | Equipe      | Pts | T     | V     | D     | 3–0        | 3–1        | 3–2        | 2–3        | 1–3        | 0–3        | V    | P    | R     | V      | P      | R      |
| --- | ----------- | --- | ----- | ----- | ----- | ---------- | ---------- | ---------- | ---------- | ---------- | ---------- | ---- | ---- | ----- | ------ | ------ | ------ |
| 1   | Japão       | 6   | 2     | 2     | 0     | 2          | 0          | 0          | 0          | 0          | 0          | 6    | 0    | MAX   | 150    | 102    | 1.471  |
| 2   | Tailândia   | 3   | 2     | 1     | 1     | 1          | 0          | 0          | 0          | 0          | 1          | 3    | 3    | 1,000 | 137    | 128    | 1.070  |
| 3   | Uzbequistão | 0   | 2     | 0     | 2     | 0          | 0          | 0          | 0          | 0          | 2          | 0    | 6    | 0,000 | 93     | 150    | 0.620  |

| Data   | Hora  |             | Placar |             | Set 1 | Set 2 | Set 3 | Set 4 | Set 5 | Total | Relatório |
| ------ | ----- | ----------- | ------ | ----------- | ----- | ----- | ----- | ----- | ----- | ----- | --------- |
| 19 ago | 13:15 | Japão       | 3–0    | Tailândia   | 25–19 | 25–21 | 25–22 |       |       | 75–62 | Relatório |
| 20 ago | 13:15 | Uzbequistão | 0–3    | Japão       | 8–25  | 19–25 | 13–25 |       |       | 40–75 | Relatório |
| 21 ago | 13:15 | Tailândia   | 3–0    | Uzbequistão | 25–17 | 25–20 | 25–16 |       |       | 75–53 | Relatório |

### Grupo C
|     |             |     | Jogos | Jogos | Jogos | Resultados | Resultados | Resultados | Resultados | Resultados | Resultados | Sets | Sets | Sets  | Pontos | Pontos | Pontos |
| Pos | Equipe      | Pts | T     | V     | D     | 3–0        | 3–1        | 3–2        | 2–3        | 1–3        | 0–3        | V    | P    | R     | V      | P      | R      |
| --- | ----------- | --- | ----- | ----- | ----- | ---------- | ---------- | ---------- | ---------- | ---------- | ---------- | ---- | ---- | ----- | ------ | ------ | ------ |
| 1   | Cazaquistão | 4   | 2     | 2     | 0     | 0          | 0          | 2          | 0          | 0          | 0          | 6    | 4    | 1.500 | 220    | 203    | 1.084  |
| 2   | China       | 4   | 2     | 1     | 1     | 0          | 1          | 0          | 1          | 0          | 0          | 5    | 4    | 1.250 | 206    | 191    | 1.079  |
| 3   | Indonésia   | 1   | 2     | 0     | 2     | 0          | 0          | 0          | 1          | 1          | 0          | 3    | 6    | 0.500 | 174    | 206    | 0.845  |

| Data   | Hora  |             | Placar |             | Set 1 | Set 2 | Set 3 | Set 4 | Set 5 | Total   | Relatório |
| ------ | ----- | ----------- | ------ | ----------- | ----- | ----- | ----- | ----- | ----- | ------- | --------- |
| 19 ago | 13:15 | Indonésia   | 2–3    | China       | 22–25 | 25–22 | 19–25 | 28–26 | 13–15 | 107–113 | Relatório |
| 20 ago | 13:15 | Cazaquistão | 1–3    | Indonésia   | 26–24 | 19–25 | 12–25 | 21–25 |       | 78–99   | Relatório |
| 21 ago | 13:15 | China       | 3–2    | Cazaquistão | 20–25 | 25–17 | 22–25 | 25–17 | 15–12 | 107–96  | Relatório |

### Grupo D
|     |              |     | Jogos | Jogos | Jogos | Resultados | Resultados | Resultados | Resultados | Resultados | Resultados | Sets | Sets | Sets  | Pontos | Pontos | Pontos |
| Pos | Equipe       | Pts | T     | V     | D     | 3–0        | 3–1        | 3–2        | 2–3        | 1–3        | 0–3        | V    | P    | R     | V      | P      | R      |
| --- | ------------ | --- | ----- | ----- | ----- | ---------- | ---------- | ---------- | ---------- | ---------- | ---------- | ---- | ---- | ----- | ------ | ------ | ------ |
| 1   | Taipé Chinês | 2   | 1     | 1     | 0     | 0          | 0          | 1          | 0          | 0          | 0          | 3    | 2    | 1.500 | 110    | 104    | 1.058  |
| 2   | Bahrein      | 1   | 1     | 0     | 1     | 0          | 0          | 0          | 1          | 0          | 0          | 2    | 3    | 0.667 | 104    | 110    | 0.945  |

| Data   | Hora  |         | Placar |              | Set 1 | Set 2 | Set 3 | Set 4 | Set 5 | Total   | Relatório |
| ------ | ----- | ------- | ------ | ------------ | ----- | ----- | ----- | ----- | ----- | ------- | --------- |
| 20 ago | 19:15 | Bahrein | 2–3    | Taipé Chinês | 25–23 | 25–22 | 21–25 | 22–25 | 11–15 | 104–110 | Relatório |

### Grupo E
|     |             |     | Jogos | Jogos | Jogos | Resultados | Resultados | Resultados | Resultados | Resultados | Resultados | Sets | Sets | Sets  | Pontos | Pontos | Pontos |
| Pos | Equipe      | Pts | T     | V     | D     | 3–0        | 3–1        | 3–2        | 2–3        | 1–3        | 0–3        | V    | P    | R     | V      | P      | R      |
| --- | ----------- | --- | ----- | ----- | ----- | ---------- | ---------- | ---------- | ---------- | ---------- | ---------- | ---- | ---- | ----- | ------ | ------ | ------ |
| 1   | Catar       | 6   | 2     | 2     | 0     | 2          | 0          | 0          | 0          | 0          | 0          | 6    | 0    | MAX   | 150    | 112    | 1.339  |
| 2   | Índia       | 3   | 2     | 1     | 1     | 0          | 1          | 0          | 0          | 0          | 1          | 3    | 4    | 0.750 | 156    | 157    | 0.994  |
| 3   | Afeganistão | 0   | 2     | 0     | 2     | 0          | 0          | 0          | 0          | 1          | 1          | 1    | 6    | 0.167 | 136    | 173    | 0.786  |

| Data   | Hora  |             | Placar |             | Set 1 | Set 2 | Set 3 | Set 4 | Set 5 | Total | Relatório |
| ------ | ----- | ----------- | ------ | ----------- | ----- | ----- | ----- | ----- | ----- | ----- | --------- |
| 19 ago | 16:15 | Catar       | 3–0    | Índia       | 25–20 | 25–19 | 25–19 |       |       | 75–58 | Relatório |
| 20 ago | 16:15 | Afeganistão | 0–3    | Catar       | 19–25 | 16–25 | 19–25 |       |       | 54–75 | Relatório |
| 21 ago | 16:15 | Índia       | 3–1    | Afeganistão | 25–15 | 25–23 | 23–25 | 25–19 |       | 98–82 | Relatório |

### Grupo F
|     |               |     | Jogos | Jogos | Jogos | Resultados | Resultados | Resultados | Resultados | Resultados | Resultados | Sets | Sets | Sets  | Pontos | Pontos | Pontos |
| Pos | Equipe        | Pts | T     | V     | D     | 3–0        | 3–1        | 3–2        | 2–3        | 1–3        | 0–3        | V    | P    | R     | V      | P      | R      |
| --- | ------------- | --- | ----- | ----- | ----- | ---------- | ---------- | ---------- | ---------- | ---------- | ---------- | ---- | ---- | ----- | ------ | ------ | ------ |
| 1   | Coreia do Sul | 6   | 2     | 2     | 0     | 1          | 1          | 0          | 0          | 0          | 0          | 6    | 1    | 6,000 | 183    | 160    | 1.144  |
| 2   | Paquistão     | 3   | 2     | 1     | 1     | 1          | 0          | 0          | 0          | 1          | 0          | 4    | 3    | 1.333 | 175    | 160    | 1.094  |
| 3   | Bangladesh    | 0   | 2     | 0     | 2     | 0          | 0          | 0          | 0          | 0          | 2          | 0    | 6    | 0,000 | 112    | 150    | 0.747  |

| Data   | Hora  |               | Placar |               | Set 1 | Set 2 | Set 3 | Set 4 | Set 5 | Total   | Relatório |
| ------ | ----- | ------------- | ------ | ------------- | ----- | ----- | ----- | ----- | ----- | ------- | --------- |
| 19 ago | 19:15 | Bangladesh    | 0–3    | Coreia do Sul | 19–25 | 22–25 | 19–25 |       |       | 60–75   | Relatório |
| 20 ago | 16:15 | Paquistão     | 3–0    | Bangladesh    | 25–16 | 25–14 | 25–22 |       |       | 75–52   | Relatório |
| 21 ago | 16:15 | Coreia do Sul | 3–1    | Paquistão     | 26–28 | 25–20 | 32–30 | 25–22 |       | 108–100 | Relatório |

## Fase final

### 13º – 18º lugar
|  | 13º – 18º lugar | 13º – 18º lugar |             |   | 13º – 16º lugar | 13º – 16º lugar |               |  | Décimo terceiro | Décimo terceiro |
|  |                 |                 |             |   |                 |                 |               |  |                 |                 |
|  | 23 ago          |                 |             |   |                 |                 |               |  |                 |                 |
|  |                 |                 |             |   |                 |                 |               |  |                 |                 |
|  | Uzbequistão     | 1               |             |   |                 |                 |               |  |                 |                 |
|  | Uzbequistão     | 1               | 24 ago      |   |                 |                 |               |  |                 |                 |
|  | Cazaquistão     | 3               |             |   |                 |                 |               |  |                 |                 |
|  | Cazaquistão     | 3               | Hong Kong   | 0 |                 |                 |               |  |                 |                 |
|  |                 |                 | Hong Kong   | 0 |                 |                 |               |  |                 |                 |
|  |                 |                 | Cazaquistão | 3 |                 |                 |               |  |                 |                 |
|  |                 |                 | Cazaquistão | 3 |                 |                 |               |  |                 |                 |
|  |                 |                 | 25 ago      |   |                 |                 |               |  |                 |                 |
|  |                 |                 |             |   |                 |                 |               |  |                 |                 |
|  | Cazaquistão     | 3               |             |   |                 |                 |               |  |                 |                 |
|  | Cazaquistão     | 3               |             |   |                 |                 |               |  |                 |                 |
|  |                 | Afeganistão     | 1           |   |                 |                 |               |  |                 |                 |
|  | Afeganistão     | Afeganistão     | 1           |   |                 |                 |               |  |                 |                 |
|  | 24 ago          |                 |             |   |                 |                 |               |  |                 |                 |
|  |                 |                 |             |   |                 |                 |               |  |                 |                 |
|  | Bangladesh      | 1               |             |   |                 |                 |               |  |                 |                 |
|  | Bangladesh      | 1               |             |   |                 |                 |               |  |                 |                 |
|  |                 |                 | Afeganistão | 3 |                 | Décimo quinto   | Décimo quinto |  |                 |                 |
|  |                 |                 | Afeganistão | 3 |                 | Décimo quinto   | Décimo quinto |  |                 |                 |
|  |                 |                 | 25 ago      |   |                 |                 |               |  |                 |                 |
|  |                 |                 |             |   |                 |                 |               |  |                 |                 |
|  | Hong Kong       | 1               |             |   |                 |                 |               |  |                 |                 |
|  | Hong Kong       | 1               |             |   |                 |                 |               |  |                 |                 |
|  | Bangladesh      | 3               |             |   |                 |                 |               |  |                 |                 |
|  | Bangladesh      | 3               |             |   |                 |                 |               |  |                 |                 |

#### 13º – 18º lugar
| Data   | Hora  |             | Placar |             | Set 1 | Set 2 | Set 3 | Set 4 | Set 5 | Total | Relatório |
| ------ | ----- | ----------- | ------ | ----------- | ----- | ----- | ----- | ----- | ----- | ----- | --------- |
| 23 ago | 13:15 | Uzbequistão | 1–3    | Cazaquistão | 25–18 | 23–25 | 17–25 | 19–25 |       | 84–93 | Relatório |

#### 13º – 16º lugar
| Data   | Hora  |            | Placar |             | Set 1 | Set 2 | Set 3 | Set 4 | Set 5 | Total | Relatório |
| ------ | ----- | ---------- | ------ | ----------- | ----- | ----- | ----- | ----- | ----- | ----- | --------- |
| 24 ago | 13:15 | Hong Kong  | 0–3    | Cazaquistão | 18–25 | 17–25 | 17–25 |       |       | 52–75 | Relatório |
| 24 ago | 16:15 | Bangladesh | 1–3    | Afeganistão | 25–22 | 21–25 | 23–25 | 21–25 |       | 90–97 | Relatório |

#### Décimo quinto
| Data   | Hora  |           | Placar |            | Set 1 | Set 2 | Set 3 | Set 4 | Set 5 | Total | Relatório |
| ------ | ----- | --------- | ------ | ---------- | ----- | ----- | ----- | ----- | ----- | ----- | --------- |
| 25 ago | 10:15 | Hong Kong | 1–3    | Bangladesh | 22–25 | 23–25 | 25–20 | 19–25 |       | 89–95 | Relatório |

#### Décimo terceiro
| Data   | Hora  |             | Placar |             | Set 1 | Set 2 | Set 3 | Set 4 | Set 5 | Total | Relatório |
| ------ | ----- | ----------- | ------ | ----------- | ----- | ----- | ----- | ----- | ----- | ----- | --------- |
| 25 ago | 13:15 | Cazaquistão | 3–1    | Afeganistão | 23–25 | 25–20 | 25–17 | 25–13 |       | 98–75 | Relatório |

### Chaveamento final
|  | Oitavas de final | Oitavas de final |        |   | Quartas de final | Quartas de final |        |        | Semifinais | Semifinais |  |  | Final | Final |
|  |                  |                  |        |   |                  |                  |        |        |            |            |  |  |       |       |
|  | 23 ago           |                  |        |   |                  |                  |        |        |            |            |  |  |       |       |
|  |                  |                  |        |   |                  |                  |        |        |            |            |  |  |       |       |
|  | Irã              | 3                |        |   |                  |                  |        |        |            |            |  |  |       |       |
|  | Irã              | 3                |        |   |                  |                  |        |        |            |            |  |  |       |       |
|  | Paquistão        | 0                |        |   |                  |                  |        |        |            |            |  |  |       |       |
|  | Paquistão        | 0                |        |   |                  |                  |        |        |            |            |  |  |       |       |
|  |                  |                  |        |   |                  |                  |        |        |            |            |  |  |       |       |
|  |                  |                  |        |   |                  |                  |        |        |            |            |  |  |       |       |
|  |                  |                  |        |   |                  |                  |        |        |            |            |  |  |       |       |
|  |                  |                  | 25 ago |   |                  |                  |        |        |            |            |  |  |       |       |
|  |                  |                  |        |   |                  |                  |        |        |            |            |  |  |       |       |
|  | Irã              | 3                |        |   |                  |                  |        |        |            |            |  |  |       |       |
|  | Irã              | 3                | 23 ago |   |                  |                  |        |        |            |            |  |  |       |       |
|  |                  | China            | 0      |   |                  |                  |        |        |            |            |  |  |       |       |
|  | China            | China            | 0      | 3 |                  |                  |        |        |            |            |  |  |       |       |
|  | China            | 24 ago           |        | 3 |                  |                  |        |        |            |            |  |  |       |       |
|  | Índia            | 2                |        |   |                  |                  |        |        |            |            |  |  |       |       |
|  | Índia            | 2                | China  | 3 |                  |                  |        |        |            |            |  |  |       |       |
|  | 23 ago           |                  | China  | 3 |                  |                  |        |        |            |            |  |  |       |       |
|  |                  | Coreia do Sul    | 1      |   |                  |                  |        |        |            |            |  |  |       |       |
|  | Coreia do Sul    | Coreia do Sul    | 1      | 3 |                  |                  |        |        |            |            |  |  |       |       |
|  | Coreia do Sul    |                  | 26 ago | 3 |                  |                  |        |        |            |            |  |  |       |       |
|  | Indonésia        | 2                |        |   |                  |                  |        |        |            |            |  |  |       |       |
|  | Indonésia        | 2                | Irã    | 0 |                  |                  |        |        |            |            |  |  |       |       |
|  | 23 ago           |                  | Irã    | 0 |                  |                  |        |        |            |            |  |  |       |       |
|  |                  | Japão            | 3      |   |                  |                  |        |        |            |            |  |  |       |       |
|  | Japão            | Japão            | 3      | 3 |                  |                  |        |        |            |            |  |  |       |       |
|  | Japão            |                  |        | 3 |                  |                  |        |        |            |            |  |  |       |       |
|  | Bahrein          | 0                |        |   |                  |                  |        |        |            |            |  |  |       |       |
|  | Bahrein          | 0                |        |   |                  |                  |        |        |            |            |  |  |       |       |
|  |                  |                  |        |   |                  |                  |        |        |            |            |  |  |       |       |
|  |                  |                  |        |   |                  |                  |        |        |            |            |  |  |       |       |
|  |                  |                  |        |   |                  |                  |        |        |            |            |  |  |       |       |
|  |                  |                  | 25 ago |   |                  |                  |        |        |            |            |  |  |       |       |
|  |                  |                  |        |   |                  |                  |        |        |            |            |  |  |       |       |
|  | Japão            | 3                |        |   |                  |                  |        |        |            |            |  |  |       |       |
|  | Japão            | 3                | 23 ago |   |                  |                  |        |        |            |            |  |  |       |       |
|  |                  | Catar            | 1      |   | Terceiro lugar   | Terceiro lugar   |        |        |            |            |  |  |       |       |
|  | Taipé Chinês     | Catar            | 1      | 3 | Terceiro lugar   | Terceiro lugar   |        |        |            |            |  |  |       |       |
|  | Taipé Chinês     | 24 ago           | 24 ago | 3 |                  |                  | 26 ago | 26 ago |            |            |  |  |       |       |
|  | Iraque           | 24 ago           | 24 ago | 0 |                  |                  | 26 ago | 26 ago |            |            |  |  |       |       |
|  | Iraque           | Taipé Chinês     | 0      | 0 | China            | 0                |        |        |            |            |  |  |       |       |
|  | 23 ago           | Taipé Chinês     | 0      |   | China            | 0                |        |        |            |            |  |  |       |       |
|  |                  | Catar            | 3      |   | Catar            | 3                |        |        |            |            |  |  |       |       |
|  | Catar            | Catar            | 3      | 3 | Catar            | 3                |        |        |            |            |  |  |       |       |
|  | Catar            |                  |        | 3 |                  |                  |        |        |            |            |  |  |       |       |
|  | Tailândia        | 0                |        |   |                  |                  |        |        |            |            |  |  |       |       |
|  | Tailândia        | 0                |        |   |                  |                  |        |        |            |            |  |  |       |       |

#### Oitavas de final
| Data   | Hora  |               | Placar |           | Set 1 | Set 2 | Set 3 | Set 4 | Set 5 | Total   | Relatório |
| ------ | ----- | ------------- | ------ | --------- | ----- | ----- | ----- | ----- | ----- | ------- | --------- |
| 23 ago | 10:15 | Coreia do Sul | 3–2    | Indonésia | 25–16 | 19–25 | 22–25 | 25–19 | 16–14 | 107–99  | Relatório |
| 23 ago | 13:15 | Japão         | 3–0    | Bahrein   | 25–14 | 25–14 | 25–17 |       |       | 75–45   | Relatório |
| 23 ago | 16:15 | Catar         | 3–0    | Tailândia | 25–23 | 25–19 | 25–22 |       |       | 75–64   | Relatório |
| 23 ago | 16:15 | China         | 3–2    | Índia     | 31–29 | 19–25 | 25–18 | 22–25 | 15–13 | 112–110 | Relatório |
| 23 ago | 19:15 | Irã           | 3–0    | Paquistão | 25–18 | 25–15 | 25–13 |       |       | 75–46   | Relatório |
| 23 ago | 19:15 | Taipé Chinês  | 3–0    | Iraque    | 25–19 | 25–18 | 25–18 |       |       | 75–55   | Relatório |

#### Quartas de final
| Data   | Hora  |              | Placar |               | Set 1 | Set 2 | Set 3 | Set 4 | Set 5 | Total | Relatório |
| ------ | ----- | ------------ | ------ | ------------- | ----- | ----- | ----- | ----- | ----- | ----- | --------- |
| 24 ago | 16:15 | Taipé Chinês | 0–3    | Catar         | 16–25 | 15–25 | 23–25 |       |       | 54–75 | Relatório |
| 24 ago | 19:15 | China        | 3–1    | Coreia do Sul | 21–25 | 25–22 | 28–26 | 25–18 |       | 99–91 | Relatório |

#### Semifinais
| Data   | Hora  |       | Placar |       | Set 1 | Set 2 | Set 3 | Set 4 | Set 5 | Total  | Relatório |
| ------ | ----- | ----- | ------ | ----- | ----- | ----- | ----- | ----- | ----- | ------ | --------- |
| 25 ago | 16:15 | Japão | 3–1    | Catar | 22–25 | 25–18 | 25–14 | 28–26 |       | 100–83 | Relatório |
| 25 ago | 19:15 | Irã   | 3–O    | China | 25–20 | 25–23 | 25–23 |       |       | 75–66  | Relatório |

#### Quinto lugar
| Data   | Hora  |               | Placar |              | Set 1 | Set 2 | Set 3 | Set 4 | Set 5 | Total | Relatório |
| ------ | ----- | ------------- | ------ | ------------ | ----- | ----- | ----- | ----- | ----- | ----- | --------- |
| 25 ago | 19:15 | Coreia do Sul | 3–1    | Taipé Chinês | 18–25 | 25–23 | 25–14 | 25–19 |       | 93–81 | Relatório |

#### Terceiro lugar
| Data   | Hora  |       | Placar |       | Set 1 | Set 2 | Set 3 | Set 4 | Set 5 | Total | Relatório |
| ------ | ----- | ----- | ------ | ----- | ----- | ----- | ----- | ----- | ----- | ----- | --------- |
| 26 ago | 15:00 | China | 0–3    | Catar | 23–25 | 19–25 | 18–25 |       |       | 60–75 | Relatório |

#### Final
| Data   | Hora  |     | Placar |       | Set 1 | Set 2 | Set 3 | Set 4 | Set 5 | Total | Relatório |
| ------ | ----- | --- | ------ | ----- | ----- | ----- | ----- | ----- | ----- | ----- | --------- |
| 26 ago | 18:00 | Irã | 0–3    | Japão | 20–25 | 18–25 | 18–25 |       |       | 56–75 | Relatório |

### 7º – 9º lugar
|  | 7º – 12º lugar | 7º – 12º lugar |           |   | 7º – 10º lugar | 7º – 10º lugar |            |  | Sétimo lugar | Sétimo lugar |
|  |                |                |           |   |                |                |            |  |              |              |
|  | 24 ago         |                |           |   |                |                |            |  |              |              |
|  |                |                |           |   |                |                |            |  |              |              |
|  | Índia          | 0              |           |   |                |                |            |  |              |              |
|  | Índia          | 0              | 25 ago    |   |                |                |            |  |              |              |
|  | Indonésia      | 3              |           |   |                |                |            |  |              |              |
|  | Indonésia      | 3              | Paquistão | 3 |                |                |            |  |              |              |
|  |                |                | Paquistão | 3 |                |                |            |  |              |              |
|  |                |                | Indonésia | 2 |                |                |            |  |              |              |
|  |                |                | Indonésia | 2 |                |                |            |  |              |              |
|  |                |                | 26 ago    |   |                |                |            |  |              |              |
|  |                |                |           |   |                |                |            |  |              |              |
|  | Paquistão      | 3              |           |   |                |                |            |  |              |              |
|  | Paquistão      | 3              | 24 ago    |   |                |                |            |  |              |              |
|  |                | Bahrein        | 1         |   |                |                |            |  |              |              |
|  | Iraque         | Bahrein        | 1         | 1 |                |                |            |  |              |              |
|  | Iraque         | 25 ago         |           | 1 |                |                |            |  |              |              |
|  | Tailândia      | 3              |           |   |                |                |            |  |              |              |
|  | Tailândia      | 3              | Bahrein   | 3 |                |                |            |  |              |              |
|  |                |                | Bahrein   | 3 |                |                |            |  |              |              |
|  |                |                | Tailândia | 2 |                | Nono lugar     | Nono lugar |  |              |              |
|  |                |                | Tailândia | 2 |                | Nono lugar     | Nono lugar |  |              |              |
|  |                |                | 26 ago    |   |                |                |            |  |              |              |
|  |                |                |           |   |                |                |            |  |              |              |
|  | Indonésia      | 3              |           |   |                |                |            |  |              |              |
|  | Indonésia      | 3              |           |   |                |                |            |  |              |              |
|  | Tailândia      | 0              |           |   |                |                |            |  |              |              |
|  | Tailândia      | 0              |           |   |                |                |            |  |              |              |

#### 7º – 12º lugar
| Data   | Hora  |        | Placar |           | Set 1 | Set 2 | Set 3 | Set 4 | Set 5 | Total | Relatório |
| ------ | ----- | ------ | ------ | --------- | ----- | ----- | ----- | ----- | ----- | ----- | --------- |
| 24 ago | 10:15 | Índia  | 0–3    | Indonésia | 29–31 | 18–25 | 12–25 |       |       | 59–81 | Relatório |
| 24 ago | 13:15 | Iraque | 1–3    | Tailândia | 25–22 | 19–25 | 20–25 | 18–25 |       | 82–97 | Relatório |

#### 7º – 10º lugar
| Data   | Hora  |           | Placar |           | Set 1 | Set 2 | Set 3 | Set 4 | Set 5 | Total   | Relatório |
| ------ | ----- | --------- | ------ | --------- | ----- | ----- | ----- | ----- | ----- | ------- | --------- |
| 25 ago | 10:15 | Paquistão | 3–2    | Indonésia | 19–25 | 25–22 | 23–25 | 25–13 | 15–12 | 107–97  | Relatório |
| 25 ago | 13:15 | Bahrein   | 3–2    | Tailândia | 17–25 | 20–25 | 25–23 | 25–21 | 15–10 | 102–104 | Relatório |

#### Décimo primeiro lugar
| Data   | Hora  |       | Placar |        | Set 1 | Set 2 | Set 3 | Set 4 | Set 5 | Total | Relatório |
| ------ | ----- | ----- | ------ | ------ | ----- | ----- | ----- | ----- | ----- | ----- | --------- |
| 25 ago | 16:15 | Índia | 3–0    | Iraque | 25–17 | 25–23 | 25–16 |       |       | 75–56 | Relatório |

#### Nono lugar
| Data   | Hora  |           | Placar |           | Set 1 | Set 2 | Set 3 | Set 4 | Set 5 | Total | Relatório |
| ------ | ----- | --------- | ------ | --------- | ----- | ----- | ----- | ----- | ----- | ----- | --------- |
| 26 ago | 10:00 | Indonésia | 3–0    | Tailândia | 25–21 | 25–23 | 25–21 |       |       | 75–65 | Relatório |

#### Sétimo lugar
| Data   | Hora  |           | Placar |         | Set 1 | Set 2 | Set 3 | Set 4 | Set 5 | Total | Relatório |
| ------ | ----- | --------- | ------ | ------- | ----- | ----- | ----- | ----- | ----- | ----- | --------- |
| 26 ago | 13:00 | Paquistão | 3–1    | Bahrein | 25–22 | 21–25 | 25–18 | 25–18 |       | 96–83 | Relatório |

## Classificação final
| Colocação | Equipe        |
| --------- | ------------- |
|           | Japão         |
|           | Irã           |
|           | Catar         |
| 4         | China         |
| 5         | Coreia do Sul |
| 6         | Taipé Chinês  |
| 7         | Paquistão     |
| 8         | Bahrein       |
| 9         | Indonésia     |
| 10        | Tailândia     |
| 11        | Índia         |
| 12        | Iraque        |
| 13        | Cazaquistão   |
| 14        | Afeganistão   |
| 15        | Bangladesh    |
| 16        | Hong Kong     |
| 17        | Uzbequistão   |
| 18        | Mongólia      |

|  | Classificado para o Campeonato Mundial de 2025 |

## Premiações
| Campeonato Asiático de 2023 |
| Japão                       |
| --------------------------- |
| Japão Campeão (10.º título) |

### Individuais
Os atletas que se destacaram individualmente foramː
| - Most Valuable Player (MVP) Yūki Ishikawa - Melhor oposto Amin Esmaeilnezhad - Melhores ponteiros Ran Takahashi Raimi Wadidie | - Melhor levantador Mohammad Taher Vadi - Melhores centrais Belal Abunabot Taishi Onodera - Melhor líbero Yang Yiming |